# Герб Ходорівців
Герб Ходорівців — офіційний символ села Ходорівці Кам'янець-Подільського району Хмельницької області, затверджений рішенням №10 XXVI сесії сільської ради VII скликання від 15 червня 2018 року. Авторами герба є В.М.Напиткін та К.М.Богатов.

## Опис
В червоному щиті золоте коло із червоним трипільським візерунком із безконечників. Щит вписаний у декоративний картуш і увінчаний золотою сільською короною. Унизу картуша напис "ХОДОРІВЦІ".

## Символіка
Герб символізує давнє трипільське поселення на території села.